# Rybonukleaza L

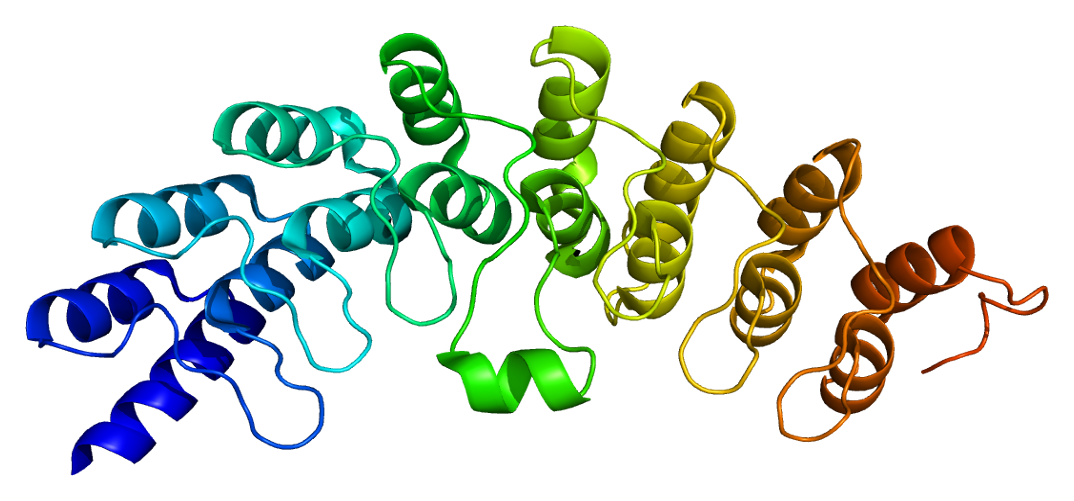
Model struktury RN-azy L

Rybonukleaza L, RN-aza L – enzym hydrolityczny z klasy rybonukleaz. Pełni istotną rolę w działaniu interferonu przeciw wirusom i nowotworom, biorąc udział w indukcji apoptozy i regulacji proliferacji komórek organizmu w odpowiedzi na obecność patogenu lub rozpoznania przez organizm procesu nowotworzenia. 

## Mechanizm działania
RN-aza L w formie monomerycznej jest nieaktywna, ale w obecności 5'-fosforylowanego 2'-5'oligoadenylanu – ppp(A2'p5')nA, tak zwanego 2-5A – ulega dimeryzacji do formy aktywnej i hydrolizuje jednoniciowe RNA obecne w komórce. Z kolei 2-5A powstaje w reakcjach katalizowanych przez syntetazę 2-5A, pojawiającą się w komórkach w wyniku aktywacji odpowiednich genów przez interferon.